# Harm Jansen
Harm Jansen (Delft, 8 november 1967) is een voormalig Nederlands wielrenner. Hij is als ploegleider werkzaam in de Verenigde Staten.

## Belangrijkste overwinningen
1988
- De Parel van de Veluwe

1989
- Ronde van Bretagne

1993
- Omloop der Kempen

1994
- 5e etappe Vredeskoers

1997
- Eindklassement International Cycling Classic
- 3e etappe Geelong Bay Classic Series

1999
- 15e etappe Commonwealth Bank Classic
- Eindklassement International Cycling Classic

2001
- 3e etappe International Cycling Classic (USA)

2003
- 5e etappe Ronde van Chili

2004
- Garrett Lemire Memorial GP
- 2e etappe International Cycling Classic
- Eindklassement International Cycling Classic

2005
- Garrett Lemire Memorial GP